# 春日寛平

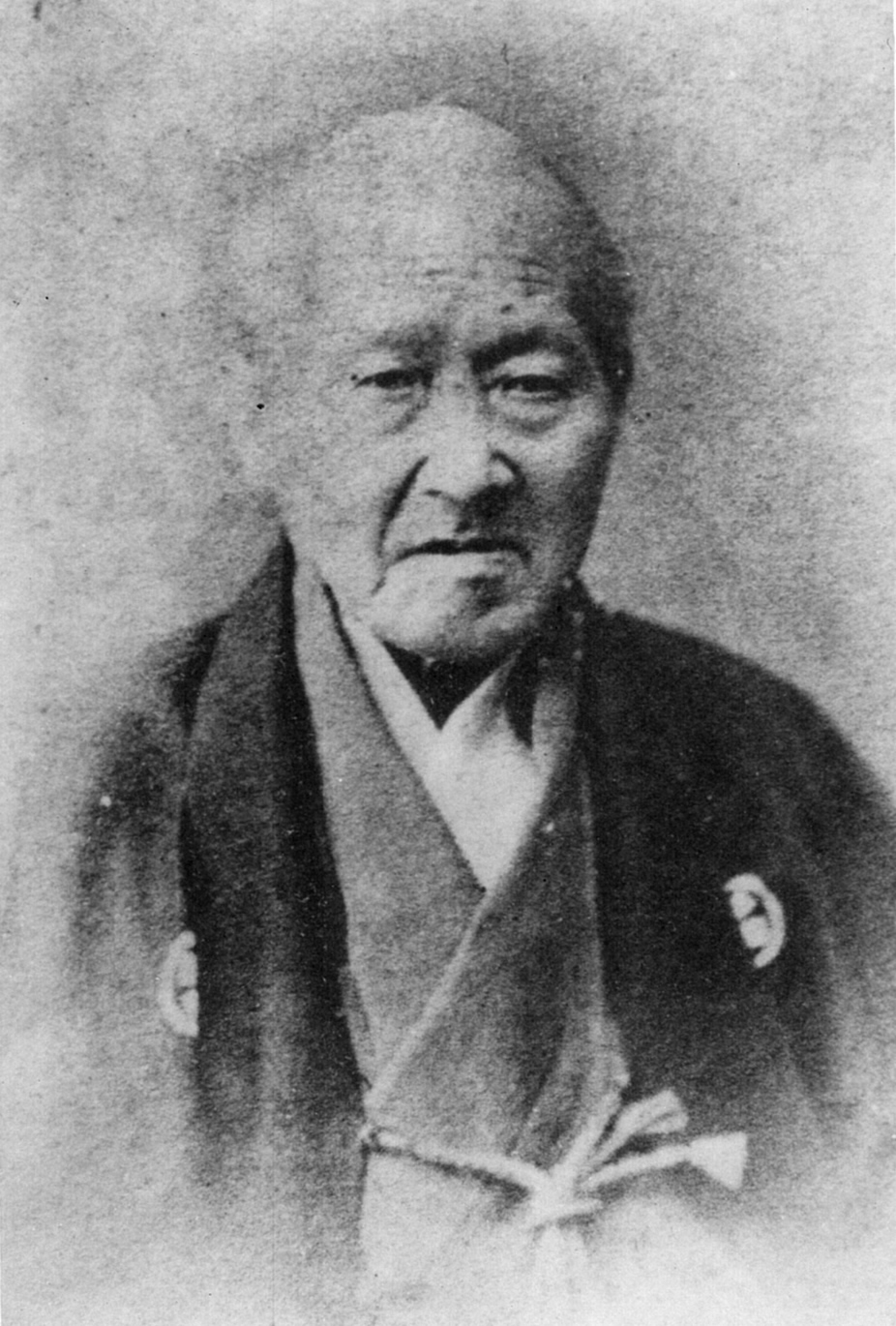
春日家に残っている春日寛平の唯一の写真。載陽遺稿に掲載されているもののオリジナルと思われる。

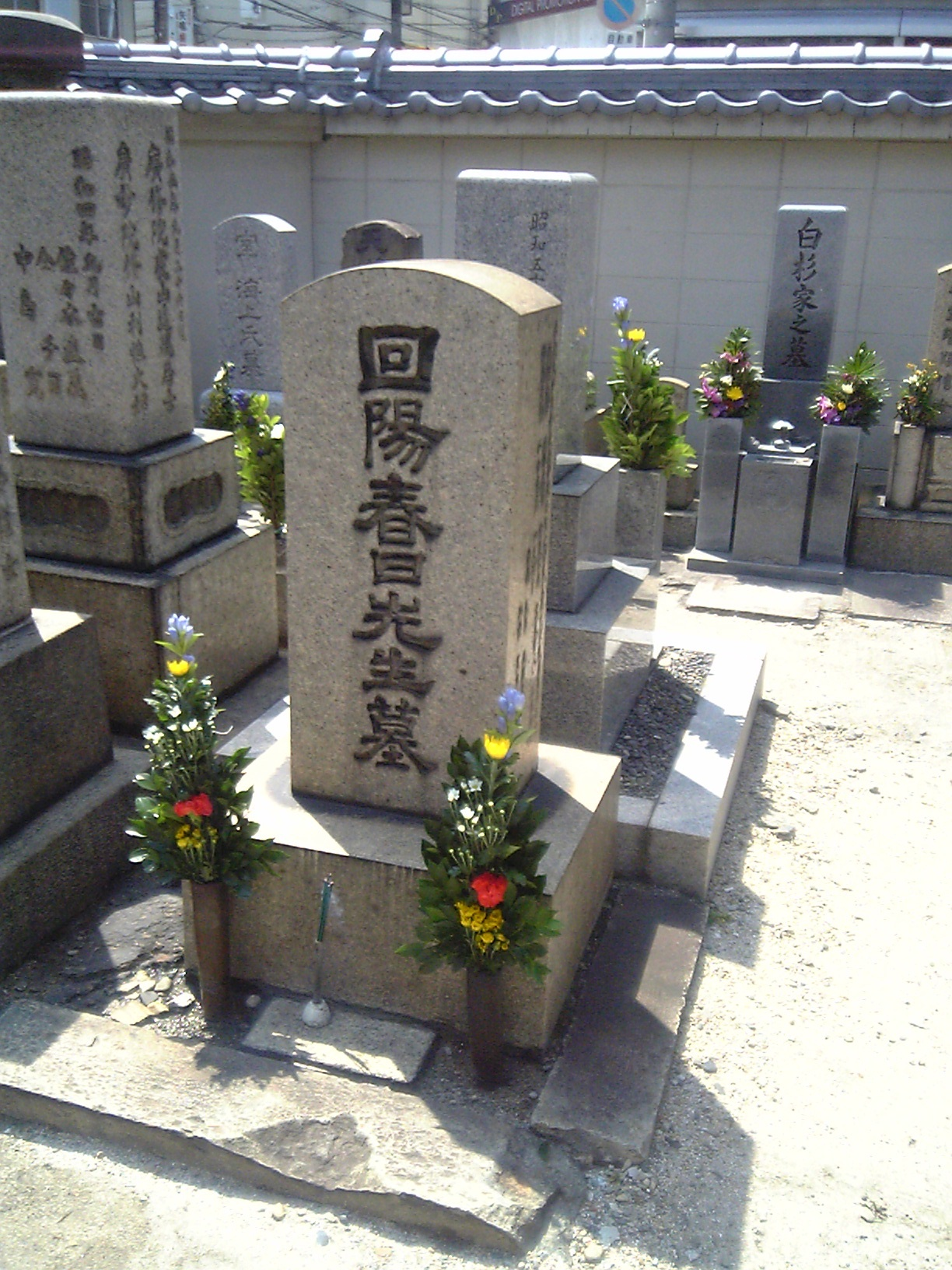
大阪 龍海寺に有る春日寛平の墓。同郷の緒方洪庵、中天遊もこのお寺に墓があり、関係の深さをうかがい知れる。一般に春日寛平の墓とされるが、これは育造の墓である。寛平の墓はこちら。

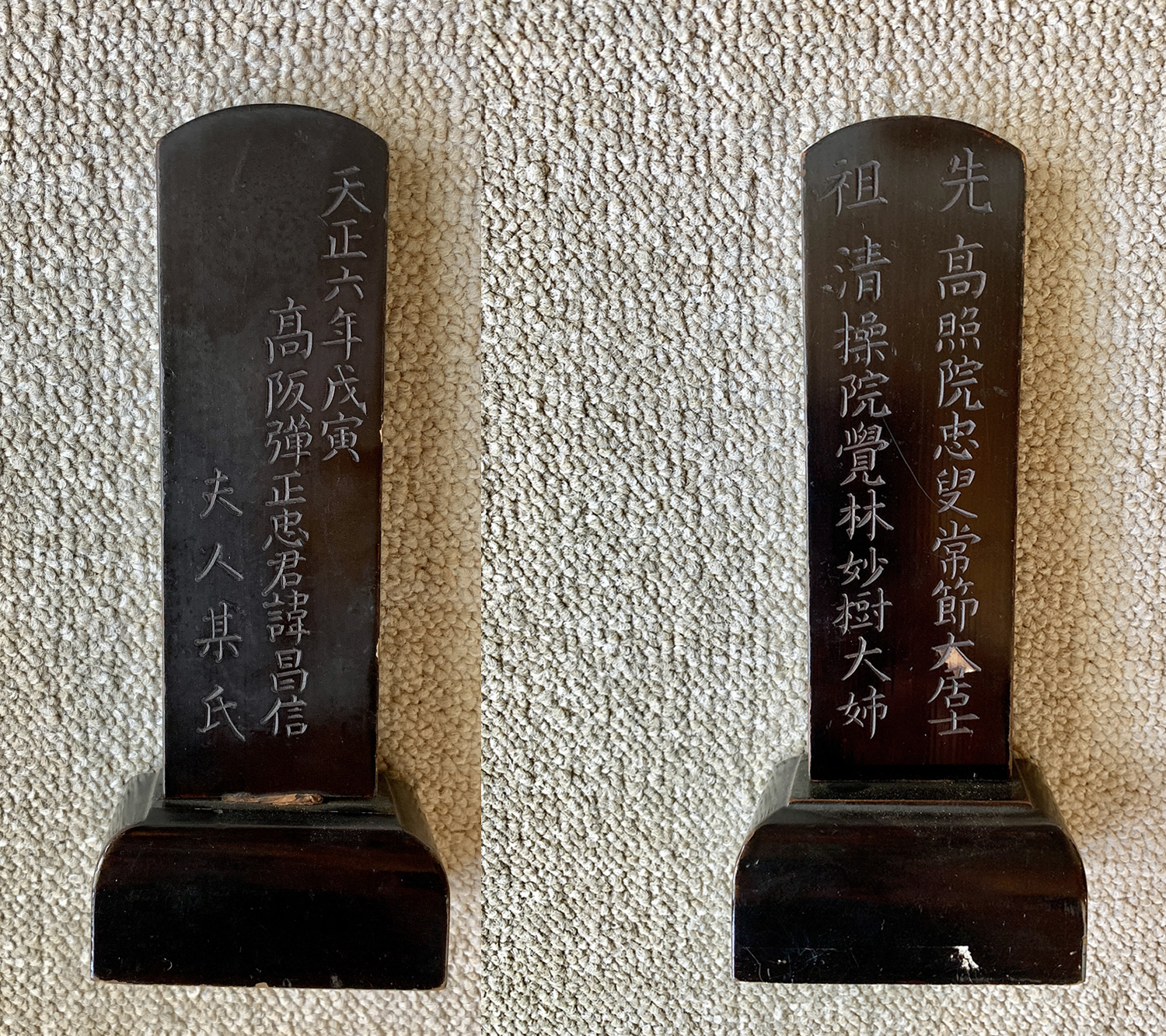
春日家に有る高坂弾正の位牌

春日 寛平（かすが かんぺい、文化9年11月22日〈1812年11月22日〉 - 明治19年11月2日〈1886年11月2日〉）は、江戸時代後期から明治の医師・漢方医。幼名は高坂 謙次、名は頤、通称は寛平、号は載陽。
大阪で『嘉永（1848）以来名医を上げる時はまず指を載陽に屈した』と言われた名医 であった。（嘉永4年 - 浪花当時発行町請名医大集にて大関（最上位）に位置する。））
なお、春日寛平は高坂弾正の子孫のうち岡山の池田家に代々仕えた系譜である。なぜ江戸末期の大阪に岡山出身の高名な漢方医が誕生したかを知るには、その系譜や同じ岡山出身の緒方洪庵との関係性もひも解く必要がある。春日家の系譜についてはこちらから。
寛平自身は直接的には政治には関わっておらず、むしろ避けていたようにも見えるが、長岡謙吉、藤沢南岳、篠崎小竹、廣瀬旭荘、高松凌雲、大塩平八郎らとの関係が深く、当時の船場は、"世を忍ぶ勤王志士たちは大阪に集まり、小竹の宅をはじめ私塾に出入りして、船場は王制復古の策源地の様” であったそうであり、間接的には歴史的影響を与えていたようである。

## 人物
- 大阪で『嘉永（1848）以来名医を上げる時はまず指を載陽に屈した』と言われた名医[6][3]で、今橋3丁目で医塾（医心庵）[7]を開き、町医者として休みなく治療にあたり町医者番付の上位[8][9][10][4]に載るとともに、人材も育てた。50歳、在阪のまま備前候の医官に任ぜられる。
- 弟子に、高松凌雲、長岡謙吉、阿波加脩造[11]、呉北渚、望月惇一[12][13]等多数。
- 寛平は、関西大学のルーツである泊園書院（藤澤東畡が設立）の初期のメンバーでもあり、参考文献に記載した様に“関西大学通信（昭和50年11月20日）”[14]にその関係性が記載されている。それによれば載陽遺稿は初期の泊園門下を知る上でも貴重な資料であるとのこと。寛平やその父：春日蕙山、その親族の墓誌を藤澤東畡やその子供の藤沢南岳[2][15]が書いていることからもかなり親しい関係であったことが分かる。
- 載陽（寛平）は詩文や禅学にも秀でており、当時の名士・高僧（蘆匡道、白峰、玉潤、月心：和田呉山[16]、智満：和田智満[17]）や歌人の蓮月尼[18]、江戸時代後期を代表する漢詩人広瀬旭荘などと交流があった。近世禅林言行録[19]にも記載がある。
- 国学者の萩原広道が篠崎竹陰や緒方洪庵、中天游（玉樹）らとともに寛平宅に集まった際の講筵筆記[20] 源氏物語評釈  は源氏物語の「古注釈の最高峰」[21]などと評されることもある
- 人となりは寛厚、至誠をもって人に接す。寛平の医療の基本は『薬は実に霊あり、然れども患者我を信ぜざれば、薬或いはその霊を失せん。之を以って其の病を治せんと欲せば、宜しく先ず病者をして我を信ぜしむべし。』[22]
- のちの民間救護団体の前身と言われる同愛社の設立に尽力した高松凌雲とは深い師弟関係が有り、凌雲が渋沢栄一らと共にパリへ幕府外交団として出発する際にもわざわざ寛平に会いに大阪に寄っている。高松凌雲との関係[23][24]についてはここに引用した資料参照。また春日寛平との関係性については、日本福祉大学博士：山田みどりの論文 "高松凌雲と同愛社(P60)[25]" と ”高松凌雲の研究 -医師としての思想形成- [26]" に詳しい。
- 大阪の船場での医塾（医心庵）は適塾（大阪大学の前身）の隣[27]（医心庵の方が3年早い開設）[28]であり、建物が同じ構造であったそうだ。緒方洪庵（同じ備中足守出身）とも交流し、弟子の行き来があり漢方医でありながら種痘にも協力[29][30][31]し、漢蘭の垣根なく活動していた。
- 大塩平八郎とも交流があり、天保の争乱の際には加盟を勧められた[32]が、一夜黙考ののち断って堺に避難したとのこと。
- 江戸中期から大阪の船場地区[33]には懐徳堂（大阪大学の前身：今橋3丁目）[34]など学問所が多くあり学者等の居所があったとのこと。寛平の医心庵や緒方洪庵の適塾がそこにあったというのも何かの縁があったのであろう。当時の船場や各塾の趨勢についてはこちら[5][35]に詳しい。
- 同時期の私塾：梅花社 篠崎小竹（篠崎竹陰の養父）との縁[5]もあった。篠崎小竹が春日寛平に送った詩を阿波加脩造が座右の銘にしていたとのこと。[36] "世を忍ぶ勤王志士たちは大阪に集まり、小竹の宅をはじめ私塾に出入りして、船場は王制復古の策源地の様”[5]。船場地区は当時としてはリベラルな思想の人が集まる場所であったのであろう。
- 参考文献から、岩崎弥太郎や渋沢栄一らが来阪の折にわざわざ立ち寄り交流があったこともわかる。
- 寛平は明治6年に ”大阪府漢方医試験委員” に任ぜられているが、これは明治７年に発布される「医制」のためのものであろう。日本医事史 抄[37]によれば、『当時はまだ医師の主力を占めるのは漢方医で、洋方医の数が少く、開業免許試験を受ける該当者が不足していた。そこで政府は、明治２～４年に亘って医学教育態勢を整える為に、長崎精得館を長崎大学に、東京大を医学校兼病院に、大阪に仮病院及び医学校を設ける等して準備を整え、明治７年に至って「医制」を定め、東京、大阪、京都の３府に通達した。』とある。それに関する大阪での寛平の働きはまだ不明だが、さらなる調査の必要がある。

## 略歴
以下は載陽遺稿による。
- 文化9年11月22日（1812年11月22日） - 備前岡山生まれ。父 春日蕙山の二男として生まれる。
- 文政2年 - 8歳、父に同伴し大阪へ
- 天保元年 - 19歳、藤沢東畡（泊園塾主催：儒学者） 大矢尚斎（蘭方医） 他に入門
- 天保3年 - 21歳、泉州堺の名医 橋本左司馬に入門し漢方内科を学ぶ
- 天保5年11月 - 23歳、大阪南久宝寺町にて医業を始める
- 天保11年 - 29歳、今橋3丁目に移る
- 天保14年 - 32歳、父 蕙山 没
- 嘉永4年 - 浪花当時発行町請名医大集にて大関（最上位）に昇進
- 安政5年 - 47歳、母 青山氏 没
- 文久元年 - 50歳、備前候の医官に任ぜられる。亡き父が故有って国を離れてから43年目のこと。
- 文久2年 - 51歳、御番医となる。文久3年 52歳、肺を患い瀕死
- 元治元年 - 53歳、備中 守屋本立より養子を迎える。名は丈吉。後の育造。
- 慶応2年 - 55歳、在塾者15人
- 明治元年 - 57歳、7月 備前少君 病篤のため急馳す。 8月に帰阪。
- 明治4年 - 60歳、目が見えにくくなり、50日ほど伏す
- 明治6年 - 62歳、大阪府漢方医試験委員
- 明治13年 - 69歳、病にて半身不随となる
- 明治14年 - 70歳、育造の養子として守屋立民より健造が養子に
- 明治19年 - 75歳、11月2日 没

## 他者との関係性
- 知人には出身地である岡山繋がりの人（緒方洪庵、萩原広道 、備前候、守屋家など）と高松繋がりの人（藤沢東畡、藤沢南岳）土佐（高知）繋がりの人（河田小龍、長岡謙吉など）が多い。
- 緒方洪庵、中天遊らとともに大阪の龍海寺に墓所があり、当時の関係性の深さをうかがい知れる。緒方洪庵とは同郷で塾が隣同士でもあり深い交流が有ったが、それは萩原広道 （同じく岡山出身）と和歌[38]を通じたものでもあった。
- 武士の子であったが、父が故有って（代官職であったが領主から預かった刀の紛失事件に巻き込まれ）岡山を出た（文政2年）[39]とのこと。その記録も池田家に残っている。[40][41]父が大阪に出たのを機に伴われて大阪へ。父が医業をはじめたのに続き医業を始める。50歳、備前候の医官に任ぜられる。亡き父が故有って国を離れてから43年目のこと。
- 寛平が最も影響を受けた人物が本山妙心寺で明治に管長を勤められた蘆匡道(あしきょうどう）老師で、お二人のエピソードが槐安国語提唱録[42]に記録されている。蘆匡道老師が悟りを開くきっかけを作ったのが寛平だそうです。[43][44]
- 江戸時代後期を代表する漢詩人、広瀬旭荘の漢文日記『日間瑣事備忘』[45]および書簡を調査・解読することによって、春日載陽、筑井崑陽、鈴木春日、吉田松陰らとの交流の様子を明らかにしえた。また、旭荘の攘夷思想が吉田松陰と共有されていることも知ることができた。[46][47]
- 洪庵と旭荘、春日寛平（岡山繋がり）に親密な交遊のあったことは以下からも分かる。[48]『弘化3年 （1846） 旭荘が4年ぶりに帰坂した際に新居へ移る10月 19 日に、洪庵は威宜園に学んだことのある門下生の安元繁を手伝として派遣している。 また11月12・13日の 新居内祝の酒宴には、洪庵は13日午後に、篠崎小竹父子、日野葛民、今橋で開業の医師春日寛平らと招かれ、 先に手伝をした安元繁のほか他の日に手伝をした塾生伊藤玄圭、村瀬杏庵や元塾生の村上代三郎も同席している。 また洪庵は旭荘の後妻の世話もしているが、これはまとまらなかった。』[48]
- 女流歌人 蓮月尼（大田垣蓮月）との交流[49][50][51]もあり、載陽遺稿にも記載がある。載陽は月心、智満、蓮月尼の居る西加茂の神光院にも折々（病気治療も含む）に来訪していたとのこと。出家後の蓮月は、若き日の富岡鉄斎を侍童として暮らし、鉄斎の人格形成に大きな影響を与えた。[52]
- 海援隊の長岡謙吉（別名：今井純正）は寛平の医心庵に入門[53]している。その師であった河田小龍、緒方洪庵、などを通じ、寛平は坂本竜馬とも縁があった[54][55]。春日寛平は、長岡謙吉の書いた海援隊三部作の一つ『閑愁録』の奥書を書いている。[56] 『閑愁録』の意訳がここ[57]で読める。キリスト教の趨勢に危機感を感じる2人が共同して書いたものであり、また寛平が京都高知県人会の会長であったこともわかる。（師である藤沢東畡が高知出身であるからでもあろう）
- 山田一郎氏の海援隊遺文に謙吉と寛平の関係が多く記載されている[58]。その中で謙吉と寛平と妻が親子の様な関係であったことが書かれている。謙吉と南岳も詩友であったそうだ。また『緒方洪庵の妻』という本についての記載が有り、『洪庵の娘、九重が幼女の頃に ”うんうん、春日さんのところに行ってくる” といって小さな草履の音を立てて裏庭へいってしまった。』という記載がある。両家の親密さが伝わってくる。[59]
- 藤沢南岳（1842-1920）は戊辰(ぼしん)戦争では土佐藩から攻められる直前だった高松藩の藩論を尊王へ転換させて藩の危機を救った。明治6年（1873年）、書院を再興し当代随一の学匠として名声高く、その学徳を慕って全国から学生が集まった。その著作はきわめて多数にのぼる。南岳はまた、大阪の「通天閣」や森下仁丹株式会社の「仁丹」、日本最初の民間幼稚園「愛珠幼稚園」、日本三大渓谷美の一つとされる四国小豆島の名勝「寒霞渓」の命名者でもあり、大阪・関西文化人のリーダー的存在であった。長岡健吉と藤沢南岳、春日寛平は高松、高知や詩を縁にした知人であり、土佐藩が高松に派兵する隊長であった海援隊の長岡健吉と尊王攘夷を唱えていた藤沢南岳が共同して藩論を尊王に変えることに協力していたのは間違いないし、間接的ではあるが寛平もそこに影響していたことになる。この資料[60]にそのあたりの事が詳しく書いてある。
- 岡山県の医学史を研究され、同じ岡山（足守）出身の緒方洪庵と春日寛平の関連性から春日家を調査[6]された岡山大学 中山沃先生と春日誠次との間でやりとりされた書簡も春日家に残されており、載陽遺稿の中で寛平が緒方洪庵の事を“弟”と呼んでいたのが興味深いとおっしゃっている。大阪（今橋3丁目）で緒方洪庵の適塾と寛平の医心庵は隣同士で同じ構造をしていたそうで、その関係性がうかがい知れる。
- 寛平の直系の子供達は若くして亡くなってしまい、子供と孫に当たる 春日育造、健造とも岡山 窪屋郡三田村（岡山県倉敷市三田）の守屋家[61]からの養子である。守屋立民は天保八（1837）年生まれ、十二歳で父が亡くなり、家はたいへんな状況に。十四才で岡山の蘭医物部雄民に師事、後に京都の小石仲蔵に就いて蘭法を学び安政六（1859）年に帰郷、明治四年には岡山藩大病院及医学館に勤務して森下坊（森下町）に開業、同九年に天瀬坊（天瀬町）に移り、旧藩主池田候の主治医となっています。大坂の除痘館（緒方洪庵）から、嘉永二年から明治二年の間に分苗を受けた診療所の中にリストアップされています。妻八十は清音村上中島別府吉郎太長女で、四男二女をもうけています。守屋立民氏と春日寛平はともに池田候の藩医をしていたことになるので、その繋がりで守屋氏から養子を得たのかもしれない。寛平は、守屋学治、守屋博[62]の大叔父に当たる。
- 守屋庸庵（洪庵の母キャウの妹の孫）[63]が緒方洪庵の弟子であったことからも、緒方洪庵と守屋家（春日家との縁が深い）との縁が有ったことが知れる。洪庵が天然痘治療のため足守除痘館を開設した時、二十歳の若き庸庵は活躍した。[64][65]その後洪庵は岡山来訪の折、庸庵を訪ねている。本姓は石原 惟通（石原朴平[66][67][68]）。天保二（１８３１）年、岡山市大崎に生まれ、十六歳で適塾に学んだ。倉敷市西阿知町西原の守屋家に婿入りし、蘭方医として開業、外科、軟 膏 （ こう ） 治療、種痘を得意とした。

## 親族（春日家系譜）
岡山での春日家の系譜については、岡山大学に保管される『先祖御奉公之品書上』に記載されている。それによると、江戸初期には池田家の殿様の料理人をして江戸に何度も往復していた事が分かる。お殿様の健康に直接的に影響する料理人をしていたという事は相当に信頼されていたであろうことと、当時は料理人が医者も兼ねていた（医食同源）であろうことから江戸後期に医者となった道筋が見えてくる。
- 始祖　高坂弾正　別名：春日虎綱、高坂弾正昌信（こうさかだんじょうまさのぶ）、幼名：春日源五郎（かすがげんごろう）
- 二世　高坂（堀江）源右衛門[70]　- 天生8年　備前の金吾中納言（小早川秀秋）に仕える。文禄元年某月2日没。墓は岡山 瑞雲寺の故金吾殿の廟所の側に小石碑を建てて夫妻を祭った。戒名は高雲院顕嶺不穏居士。
- 三世　堀江助左衛門[70]（この文献では堀口とあるが、間違いであろう）　- 慶長8年　池田武蔵守に料理役として仕える。母方の堀江姓を名乗る。武蔵守殿が早世したので池田光政に仕え、因幡鳥取の城や備前岡山の城に仕えた。正保元年6月17日没。墓は父母の墓の西隣に葬。別系の子孫である堀江甚左衛門（助左衛門の長男か？）に繋がる "堀江家先祖御奉公之品書上[71]"は岡山大学図書館に保管（堀江権平 著）されている。
- 四世　堀江助左衛門[70]　- 料理人として大成し、光政、綱政に仕える。因幡の生まれ。奉地150石。少将様（光政公）に伴い江戸に１９度参じた。料理が母上の福照院様にも好評でご褒美をいただいたとの事。（料理のメニューまで文献に記してある）宝永4年10月7日没。85歳　戒名は、勇猛院宗忠日義居士。
- 五世　堀江善五郎（行安）- 綱政、継政に仕える。料理人。寛保2年2月25日没。85歳
- 六世　堀江源右衛門秀明（守義）[72][73]- 継政、宗政、治政に仕える。料理人。脚注文献によると、槍の名手であったようだ。簑嶋團六の子供。行安の長女と婚。明和6年7月16日没 65歳
- 七世　堀江助左衛門（祐章）[70]- 継政、宗政、治政、斉政に仕える。文化三年4月28日没　70歳
- 八世　高坂松大夫誠明（春日蕙山）[74][75] - 斉政に仕える。文化9年 堀江助五郎を改姓名。故有って（代官職であったが領主から預かった刀の紛失事件に巻き込まれ）岡山を出た（文政2年）[39]。その記録も池田家に残っている。[40][41]　文政2年 大阪へ出て医業を始める。
- 九世　春日寛平（松大夫・次男）- 江戸末期から明治にかけて大阪での名医
- 十世　春日育造[76] - 寶塚病院院長
- 十一世　春日健造[77][78][79][80] - 名古屋衛戍病院長、昭和医大細菌学教室第2代教授[81]、陸軍軍医少将 従四位勲三等
- 十二世　春日誠次[82] - 東京大学医学部卒 関東逓信病院副院長 従四位勲三等
- 一三世　春日裕昭、春日知昭（存命）

- 回陽春日先生（春日育造）の墓[83]
- 春日載陽の墓[1]
- 妻 （土肥 國）[84]：載陽先生配土肥氏 の墓[85]
- 父：春日蕙山の墓[86][87]　墓誌に高坂弾正の末裔であると記載がある。（関西大学の伯園書院Web）
- 母：春日蕙山配青山氏の墓[88] 母：青山氏の葬儀には1000人以上、うち槍を持った者が167人参列し、春日家菩提寺である龍海寺が人で溢れたとのこと。[89]龍海寺は緒方洪庵の墓所でもあり、交流の深さをうかがい知ることが出来る。
- 姉：春日 鼎[90]   鼎は春日蕙山の娘で、父に伴はれて大阪に移つた。【土肥治輔の妻】年二十堺奉行所の與力土肥治輔に嫁し、善く姑に事へた。【貞節】既にして三十六歳夫を亡ひ、子無きを以て生家に還り、其母に侍した。【佛道に入る】遂に佛道に入り、白鳳和尚に就いて剃度し、智鏡と稱した。又兵庫祥福寺の匡道和尚に參禪すること數年、一日忽ち恬然として契悟した。【墓所】安政六年七月朔日享年五十三歳を以て歿し、大阪天滿東寺町龍海寺に葬つた。法諡を靈光院明臺智鏡尼上座といふ。
- 兄、松太夫長男：春日安貞[91]

## 著書
- 春日寛平著　『先祖御奉公之品書上』[69] 　岡山大学池田家文庫（マイクロフィルム）　先祖：堀江源右衛門. 堀江助左衛門. 堀江助左衛門. 堀江善五郎. 堀江源右衛門秀明. 堀江助左衛門. 堀江助五郎. 高坂松大夫（文化9年.堀江助五郎を改姓名.文政2年退去）. 春日寛平（松大夫・次男）
- 春日寛平著　『載陽遺稿』[92]　没後に門人たちによりまとめられ、上、中、下の3巻から成立しており、春日家にも保管されているが、国立国会図書館にも所蔵されている。またそのオリジナルとなる自筆原稿28冊が大阪府立中之島図書館に保管[93]されており、ネットで閲覧できる。寛平は、関西大学のルーツである泊園書院の初期のメンバーでもあり、“関西大学通信（昭和50年11月20日）”[14]にその関係性が記載されている。それによれば載陽遺稿は初期の泊園門下を知る上でも貴重な資料であるとのこと。
- 春日頤著　載陽館文草稿[94]
- 春日寛平は、長岡謙吉の書いた海援隊三部作の一つ『閑愁録』の奥書を書いている。[56] 『閑愁録』の意訳がここ[57]で読める。